# Jonas Ramus (historiker)
 For alternative betydninger, se Jonas Ramus. (Se også artikler, som begynder med Jonas Ramus)
Jonas Ramus (født 27. september 1649 i Akerøens præstegæld i det nuværende Møre og Romsdal – død i marts 1718 i Norderhov) var en norsk præst og historiker, søn af provst Daniel Johnsen Ramus og bror til Melchior Ramus.

## Biografi
I 1665 blev Ramus student, og tilbragte femten år i København med sine studier. I 1680-tallet blev han personelkapellan i Sørum kirke på Romerike under sognepræst Colbjørn Thorstensen Arneberg. Han giftede sig med præstens datter, Anna Colbjørnsdatter, i 1682. Fra 1690 blev Ramus sognepræst i Norderhov kirke på Ringerike, hvor han boede frem til sin død i marts 1718. Ramus blev magister i 1698.
Ramus og Anna skal have fået mange børn, men de fleste døde tidligt. Sønnen Daniel Ramus efterfulgte sin far som sognepræst i Norderhov fra 1717, da faren var blevet syg.

## Skrifter
Foruden flere populære andagtsbøger, deriblandt Naadens aandelige Markets-Tiid (1680), skrev han en række andre værker: Noris Regum (1698), Guds Rige blandt Verdens Riger (1702), Norriges Kongers Historie (udgivet 1719) og Norriges Beskrivelse (1715, udgivet 1735). I sidstnævnte findes den første skriftlige version af sagnet om "Jostedalsrypa".
Norriges Kongers Historie blev udgivet i København af Peter Nørwig, som to år senere slog sig ned i Bergen som byens første priviligerede bogtrykker. Holberg, som lige havde fået udgivet Peder Paars, var nok den, som bevægede Nørwig til at udgive denne krønike, som er speækket med sære begivenheder og en højst tvivlsom genealogi, fra Bibelens Noah via Odin og den mytiske kong Nor til Harald Hårfagre.
Hans påstand om, at malstrømmen i Lofoten egentlig var Odysseens Charybdis, blev i en årrække citeret af udenlandske skribenter. Ramus omtaler i forordet til bogen den hval, man fandt skelettet af i Tistedal, og oplyser, at fundet blev gjort i 1682. Fra fundstedet fandt en knogle vejen til provst Johan Colds lade, hvor arbejdsfolk benyttede den som bænk. 20.november 1739 blev den modtaget i Kunstkammeret i København.

## Ramus og Poe
Norriges Beskrivelse var godkendt for trykning allerede i 1715, og værket blev af stor betydning, ikke mindst pga kortene, da det omsider blev udgivet tyve år efter. Det er inddelt i fem dele: Landets beskaffenhed i sin almindelighed, Christiania Stift med sine afdelinger, Kristiansands Stift med sine "ledemoder", Bergens Stift og Trondhjems Stift. Under Trondhjems Stift har Ramus et kapitel kaldt "Nordlands Amt, fordum kaldet Halogaland eller Helgeland, Saxoni Halogia, og Indbyggerne Haleiger". Her hævdes fejlagtigt, at Helgeland var den første provins, der blev beboet i Norge. Ramus mente, at Homers Odysseus kunne have rejst i Nordnorge, og at malstrømmen Moskstraumen  derfor kunne være Charybdis. Dette kan han have læst hos den svenske historiker Petrus Lagerlöf, som kom på tanken i 1689. Ramus skriver, at Odysseus og Odin var identiske, og beskrev et land med høje, mørke stene, og hvor solen aldrig skinnede. Den beskrivelse passer ikke til Sicilien, men med Lofoten, hvor solen ikke står op midt om vinteren. Olaus Magnus havde også tænkt sig Charybdis udenfor Nordnorge. Videre hævder Ramus, at ældre geografer skulle have ment, at der lå et havsvælg på Nordpolen i nærheden af en ø ved navn Rust. Da ismasserne ved Nordpolen gjorde en rejse dertil umulig, tænkte Ramus sig, at beskrivelsen må dreje sig om "Moskoe Strøm" (dvs Moskstraumen) og Røst. Han beskriver strømmen som "den forfærdeligste og meest brusende Fos eller Vandfald imellem klipperne kand gjøre. Hvilken Brusen man kand høre nogle Miile Lens derfra, og ere Vortices eller Strøm-hullerne saa dybe og store, at om der kommer noget Skib udi, da maa det nedsynke og undergaae, og bliver af Strømmen neddraget til Bunden, og af de skarpe Klipper i Stykker slagen og kommer op igjen i smaa Stykker, naar Vandet skilles og giver fra sig igjen." 
Da Edgar Allan Poe i 1841 skrev spændingsnovellen A Descent into the Maelstrom om netop Moskstraumen, anvendte han Ramus' stærkt overdrevne beskrivelse, som han kan have læst i Encyclopaedia Britannica. Direkte kopieret efter Ramus, skriver Poe, at stene faldt ned fra egnens huse på sexagesima-søndag (søndag før fastelavn) i 1645 pga larmen fra malstrømmen, og at en bjørn blev trukket ind i den, da den prøvede at svømme gennem strømmen.